# 酒井増夫
酒井 増夫（さかい ますお、1955年5月24日 - ）は、愛媛県西宇和郡保内町出身の元プロ野球選手（投手）。

## 経歴
愛媛県立八幡浜工業高等学校ではエース。速球主体のピッチングでカーブを武器とした。
1973年のドラフト5位で近鉄バファローズに入団。
1軍公式戦の出場がないまま1979年引退した。

## 詳細情報

### 年度別投手成績
- 一軍公式戦出場なし

### 背番号
- 48 （1974年 - 1979年）